# Краєнка
Краєнка (пол. Krajenka, нім. Krojanke) — місто в північно-західній Польщі, на річці Гломя (пол. Głomia).

## Демографія
Демографічна структура станом на 31 березня 2011 року:
|          | Загалом | Допрацездатний вік | Працездатний вік | Постпрацездатний вік |
| -------- | ------- | ------------------ | ---------------- | -------------------- |
| Чоловіки | 1812    | 386                | 1266             | 160                  |
| Жінки    | 1988    | 378                | 1241             | 369                  |
| Разом    | 3800    | 764                | 2507             | 529                  |